# 마크 애치슨
마크 애치슨(영어: Mark Acheson, 1957년 9월 19일~)은 캐나다의 배우, 성우이다.

## 출연 작품
- 메링 더 패밀리 (2016년)
- 더 클라이언트 리스트 (2010년)
- 헐크 VS 토르 (2009년)
- 헐크 VS 울버린 (2009년)
- 헐크 대 (2009년)
- 다이아몬드 성의 바비 (2008년)
- 넘 (2007년)
- 핫라드 (2007년)
- 스파이메이트 (2006년)
- 쉬즈 더 맨 (2006년)
- 마스터즈 오브 호러 에피소드 4 - 제니퍼 (2005년)
- 어론 인 더 다크 (2005년) - 처닉 역
- 게드 전기: 어스시 마법사 (2004년)
- 리딕 - 헬리온 최후의 빛 (2004년)
- 엘프 (2003년)
- 스노우 퀸 (2002년)
- 환상 특급 - 시리즈 (2001년)
- 롤라 (2001, Lola)
- 스몰빌 (2001년)
- 프로포즈 (2000년)
- 트릭시 (2000년)
- 스크류드 (2000년)
- 레인디어 게임 (2000년)
- 13번째 전사 (1999년)
- 도그하우스 (1998년)
- 트루 하트 (1997년)
- 원나잇 어페어 (1997년)
- 바람둥이 길들이기 (1997년)
- 신비의 호수 (1995년) - 레프티 하디 역
- 킬러 (1994년)
- 네버엔딩 스토리 3 (1994년)
- 더블 헌터 (1994년)
- 사무라이 카우보이 (1993년)
- 크러쉬 (1993년)
- 두 얼굴의 사나이 4 (1989년) - 터크 역
- 와이즈가이 (1987년)